# Медаль в память деятельности Приамурского Земского Собора
Медаль в память деятельности Приамурского Земского Собора — последняя медаль Белого движения, выдаваемая на территории бывшей Российской империи.

## История
12 и 14 августа Приамурский земский собор в память о днях его работы выступал с инициативой учреждения медали, которая была оформлена в виде ходатайства на имя Правителя Приамурского земского края — М.К. Дитерихса. 16 августа указом правителя № 11 была учреждена памятная медаль, определение права ношения которой было передано Приамурской Земской Думе. Награждение медалями началось 30 августа с вручения, согласно свидетельству № 1, М.К. Дитерихсу. Сохранились также сведения о вручении медалей братьям Меркуловым, управляющему министерства внутренних дел генералу В.А. Бабушкину, начальнику штаба Сибирской флотилии капитану 1 ранга Н.Ю. Фомину, представителю штаба Сибирской флотилии на заседаниях Собора капитану 2 ранга М.М. Кореневу, начальнику отдела штаба Сибирской флотилии В.П. Антоненко, профессору Миролюбову, профессору Г.В. Подставину, епископу Нестору. Всего по данным А. Хвалина медали могли были быть удостоены 110 членов Земского Собора.
Тираж медали составлял не более 300 единиц, однако найдено было лишь 8 экземпляров.
На данный момент два экземпляра хранятся в Эрмитаже, три — в Приморском краевом объединённом музее им. В.К. Арсеньева, два — в частных коллекциях, один — в музее Ветеранов Великой войны в Сан-Франциско.